# خانواده گوگنهایم

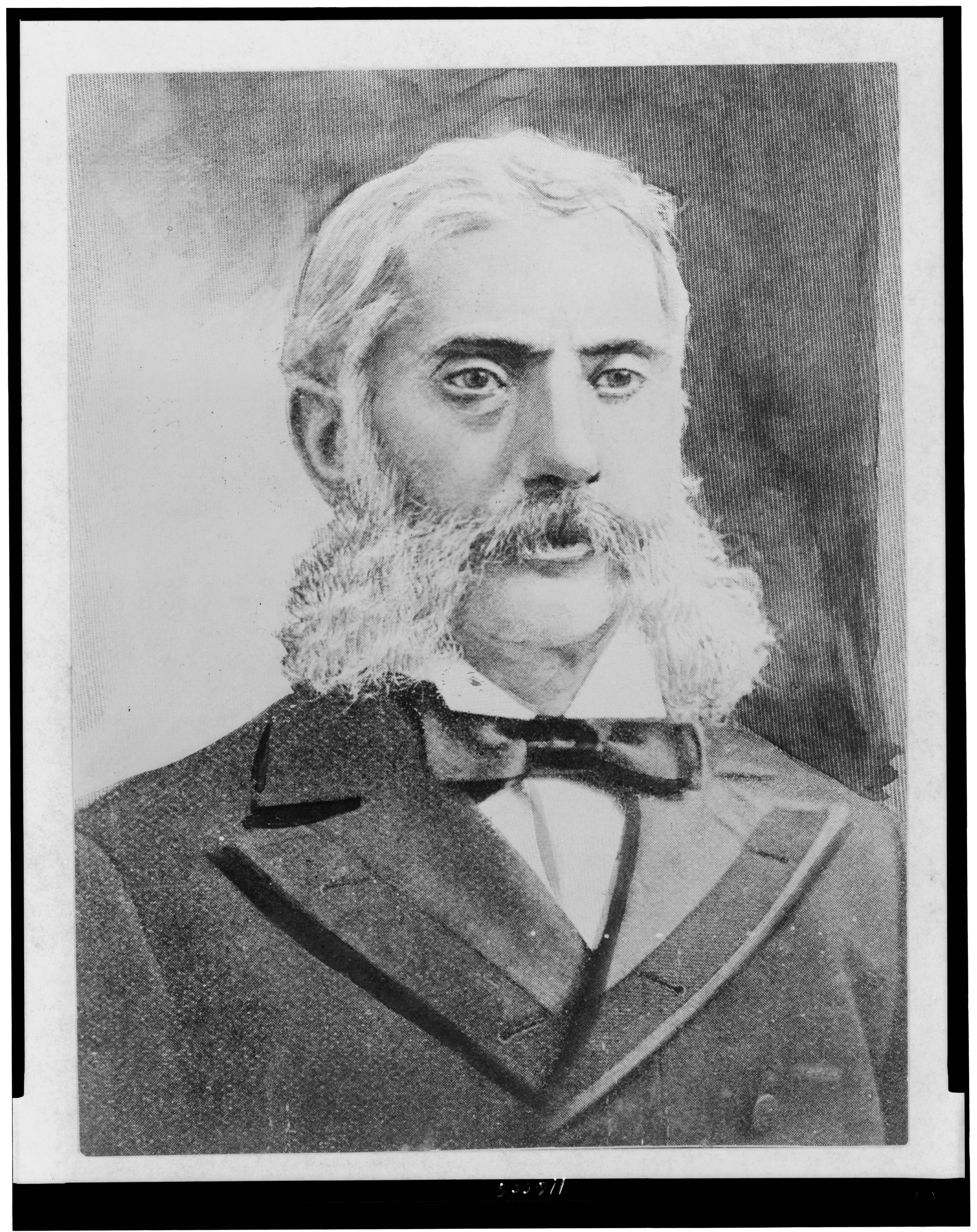
تصویر میر گوگنهایم از اعضای این خانواده

خانواده گوگنهایم (انگلیسی: Guggenheim family) خانواده سرمایه‌دار، نیکوکار و بازرگان آمریکایی است، که پس از جنگ جهانی اول، بخش اعظم از دارایی خود را از معدن کسب نموده‌اند.